# 美坂朱音
美坂 朱音（みさか あかね、1996年8月4日 - ）は、日本の女性声優。東京都出身。
プロ・フィット所属（預かり）を経て、現在はクロコダイル準所属。

## 来歴
小学生の頃にテレビアニメ『BLOOD+』を見て主人公の音無小夜（CV：喜多村英梨）に憧れ、漠然と「声優になりたい！」と考えるようになった。
元々歌、演劇が好きであり、目立ちたがり屋だった。その時に声優としての職業を知り、高校には行かずに声優の専門学校に行こうとしていたが、「いや、高校は卒業しなさい」と親には言われ、高校卒業後、声優の学校に進学。
プロ・フィット声優育成所卒業後、同事務所に預かり所属。
2018年に、ゲームかんぱに☆ガールズのナルルカ・ニルカの声を担当。
2019年8月21日に、「けものフレンズプロジェクト」から派生した声優ユニット「どうぶつビスケッツ」のフェネック役と発表された。
2022年3月末をもって預かり所属していたプロ・フィットがプロダクション業務を廃止。所属していた声優の中で唯一、他事務所への移籍はせずフリーに転向。その後同年5月6日付でクロコダイル準所属となっている。

## 人物
趣味はジョギング、コスメ収集。特技はエイサー、片目寄り目。

## 出演

### テレビアニメ
2019年
- BanG Dream! 2nd Season（観客）

2020年
- マギアレコード 魔法少女まどか☆マギカ外伝（さな弟）

2021年
- 憂国のモリアーティ（女B）
- SSSS.DYNAZENON（合唱部女子β、子供β、ラジオ音声） - 2023年に劇場総集編公開
- うらみちお兄さん（子供）

2022年
- 神クズ☆アイドル
- メイドインアビス 烈日の黄金郷（パッコヤン）
- 悪役令嬢なのでラスボスを飼ってみました（少年セドリック）
- 惑星のさみだれ（男友達）

2023年
- カワイスギクライシス（司会者）
- ホリミヤ -piece-（女子生徒C）

2024年
- 魔王の俺が奴隷エルフを嫁にしたんだが、どう愛でればいい?（ウォルフォレ）

### ゲーム
- かんぱに☆ガールズ（2018年、ナルルカ・ニルカ）
- けものフレンズ3（2019年 - 、フェネック[9]）
- ラストピリオド (2020年、ファティマ、ゲルトルード)
- 黒騎士と白の魔王 (2020年、チェルノボグ)
- マギアレコード 魔法少女まどか☆マギカ外伝（時期不明、さな弟）
- ナナリズムダッシュ（2022年、フェネック[10]）
- 幻獣契約クリプトラクト（2023年、ドロテア）
- モンスターストライク（2023年、シードル[11]）
- アズールレーン（2024年、ファーゴ）

### デジタルコミック
- 【急募】猜疑王の契約王妃（※短期のお仕事です）（2023年、ナレーション、ユニス（本物））[12][13]

## ディスコグラフィ

### キャラクターソング
| 発売日        | 商品名                 | 歌                     | 楽曲                         | 備考                            |
| ------------- | ---------------------- | ---------------------- | ---------------------------- | ------------------------------- |
| 2019年10月4日 | け・も・の・だ・も・の | どうぶつビスケッツ×PPP | 「け・も・の・だ・も・の」   | ゲーム『けものフレンズ3』主題歌 |
| 2019年10月4日 | け・も・の・だ・も・の | どうぶつビスケッツ×PPP | 「わっはっはっえがお」       | ゲーム『けものフレンズ3』関連曲 |
| 2019年10月4日 | け・も・の・だ・も・の | どうぶつビスケッツ     | 「ぴかぴかエモーション」     | ゲーム『けものフレンズ3』関連曲 |
| 2020年12月9日 | MIRACLE DIALIES        | どうぶつビスケッツ     | 「進め！アライさん探検隊！」 | ゲーム『けものフレンズ3』関連曲 |

### ユニットメンバー
1. 1 2  サーバル（尾崎由香）、フェネック（美坂朱音）、アライグマ（小野早稀）
2. ↑  ロイヤルペンギン（佐々木未来）、コウテイペンギン（根本流風）、ジェンツーペンギン（田村響華）、イワトビペンギン（相羽あいな）、フンボルトペンギン（築田行子）